# جون شيبرسون
جون دانيال شيبرسون (بالإنجليزية: John D. Shepperson) هو رجل من ولاية كنتاكي، الولايات المتحدة، اشتهر في أعقاب إعصار كاترينا في عام 2005، عندما قاد شاحنته إلى المناطق المتضررة، حيث اشترى مولدات كهربائية من بلدته في كنتاكي، ثم توجه بها إلى المناطق المنكوبة في ميسيسيبي، محاولًا بيعها بسعر أعلى.
تم اعتقاله من قِبل السلطات المحلية بسبب البيع بدون ترخيص، وتمت مصادرة المولدات البالغ عددها 19.
لفتت قضيته انتباه وسائل الإعلام الوطنية، إذ رآها البعض مثالًا على الجشع أثناء الكوارث، في حين رأى آخرون أن معاملته كانت قاسية للغاية. لاحقًا، تم إطلاق سراحه، وأُعيدت له المولدات، لكن السلطات أبقت عليها لمدة طويلة حتى أن بعضها فسد.

## ردود الفعل
تلقت القضية تغطية واسعة في الصحافة الأمريكية، حيث أثارت نقاشًا حول القوانين المتعلقة بالبيع في أوقات الطوارئ، وحدود "الربح المشروع" في ظل الكوارث.